# Караново култура
Караново култура је неолитска култура (Караново I-III око 62. до 55. века пре нове ере) која је добила име по бугарском селу Karanovo (Караново, Сливенска област 42° 30′ 41″ N 25° 54′ 54″ E / 42.51139° С; 25.91500° И). Култура, која је део дунавске цивилизације, сматра се највећим и најважнијим аграрним насељем у долини реке Азмак.

## Октриће
Археолози су открили насеље 1930-их година када је у Каранову ископан Тел - насеобинска хумка. Насеље на врху брда састоји се од 18 зграда у којима је живело око 100 становника. Локалитет је био насељено мање-више континуирано од раног 7. до раног 2. миленијума пре нове ере. Карановска култура послужила је као темељ источнобалканске културне секвенце.  Слојеви у Каранову су коришћени као хронолошки систем за праисторију Балкана. Ова култура је имала седам великих фаза: Караново I и II, које су постојале паралелно са Старчевом ; Караново III (Веселиново); Караново IV; Караново В (Марица); Караново VI (Гумелнита); и Караново VII, који је настао током раног бронзаног доба.  Караново I се сматра наставком блискоисточног насеља. Чинило се да је Караново VI доживело колапс око 4000. године пре нове ере без икаквих знакова освајања или пресељења.

## Карактеристике
Неке од главних карактеристика карановске културе су бело фарбана грнчарија и тамно фарбане посуде добијене из телла. Ови артефакти су били посебно повезани са првом и другом фазом археолошке културе. Одређени артефакти културе доведени су у везу са културним појмом плодности.  Ту је и Караново макроблајд технологија, која је карактерисала полустрмо и стрмо ретуширање, као и употребу жутог кремена са белим мрљама. Ова посебна технологија, која је такође позната као „карановско сечиво“,  појавила се током ране неолитске фазе културе. Научници примећују његову занимљиву дужину и ширину: 100 мм дужине и између 15 мм и 23 мм ширине.
Караново II се разликује од свог претходника по утицају на трачанску културу, односно асимилацији њених елемената у утицаје наслеђене из Каранова I. Основне карактеристике ове фазе настављене су до Каранова III и посебно су биле изражене у њеној грубој изради. посуђе, као што су врчеви, плитке посуде и цилиндричне вазе (нпр Кугел ).
Погребне праксе Каранова I и II биле су сличне обичајима других источнобалканских култура.

## Галерија
- Грнчарија, 6. миленијум пре нове ере (Караново I).[12]
- Ваза у облику лале, 6. миленијум пре нове ере (Караново I).[13][14]
- Керамичка посуда
- Керамичка посуда, пети миленијум пре нове ере (Караново VI).[15]
- Антропоморфна посуда, 6-5 миленијум пре нове ере (Караново III-IV).[16]
- Објекат са уписима са могућим нумеричким контекстом[17]
- Привезак од жада, шести миленијум пре нове ере (Карановo I).[18]
- Огрлица, шести миленијум пре нове ере (Караново I).[19]